# Велика кам'яна скеля біля річки Суха Конка
Велика кам'яна скеля біля р. Суха Конка — геологічна пам'ятка природи місцевого значення. Об'єкт розташований на території Пологівського району Запорізької області, Консько-роздорська сільська рада.
Площа — 3 га, статус отриманий у 1972 році.